# Авдотьино (село, Ступинский район)
Авдотьино — село в Ступинском районе Московской области. Входит в Сельское поселение Аксиньинское.
Село находится рядом с селом Большим Алексеевским, между речками Кононовкой и Северкой.

## История
В селе находилась не сохранившаяся до наших дней усадьба Новиковых, где родился, провёл часть своей жизни и умер известный издатель и литератор, сатирик, масон екатерининской эпохи, «ревнитель русского просвещения» Н. И. Новиков.
Андрей Фёдорович Новиков, предок Н. И. Новикова, в XVII веке получил во владение это село. Кроме того, Новиковы владели сёлами Непецино, Суково, Тарбушево (по данным на XVIII век). Во времена Новикова село носило название Тихвинское-Авдотьино и входило в Алексеевскую волость Никитского уезда (по данным 1766—1770 годов). Рядом с Авдотьино находился участок и церковной земли. По данным на 1769 год, в селе проживало 95 душ.
Тихвинская церковь, выстроенная в период с 1749 по 1776 год. Эта постройка относится к стилю позднего барокко. Колокольня построена позже, в 1789 году. В Тихвинском храме в 1818 году был похоронен Н. И. Новиков.

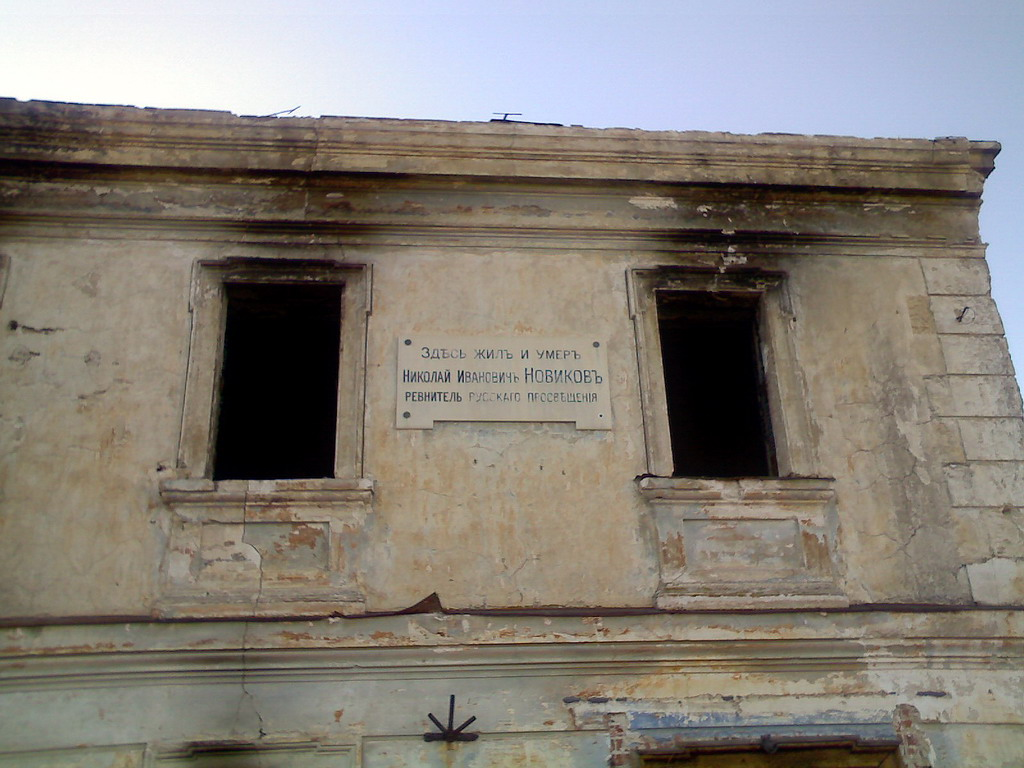
Мемориальная доска на доме Н. И. Новикова (2007)

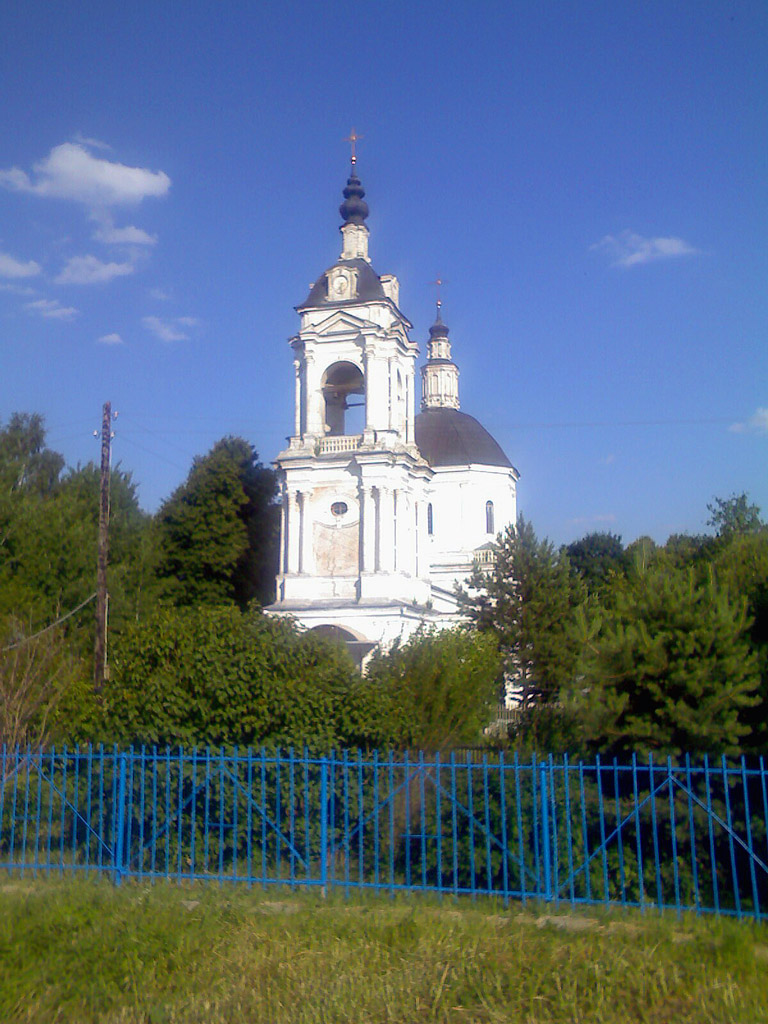
Тихвинская церковь, где похоронен Н. И. Новиков

Николай Иванович Новиков родился в 1744 году в Авдотьине. Последние годы своей жизни (22 года) также провёл в своём родовом имении, после заточения в Шлиссельбургской крепости. Новиков был талантливым журналистом, публицистом, издающим журналы: «Трутень», «Живописец», «Кошелёк». Эти издания критиковали существующие крепостнические порядки. Екатерининский абсолютизм не мог допустить этого. Николая Ивановича заточили на 15 лет в Шлиссельбургскую крепость, в том числе и за масонскую деятельность.
В свои последние годы Новиков, оторванный от активной общественной жизни и журналистской деятельности, решает облегчить быт крестьянам в селе Авдотьино. На его средства были выстроены каменные дома, добротные, качественные, небывалые по тем временам для крестьянского сословия, на несколько семей (сохранились несколько таких домов, они расположены вдоль центральной улицы села, в них до сих пор живут люди). Для дворовых был сооружён отдельный дом. Сам Новиков жил в деревянном усадебном доме, с оранжереей, парком и фруктовым садом. До наших дней дом не сохранился. Остались лишь Тихвинская церковь и каменный флигель (в нём ранее располагалась богадельня).
Николай Иванович раздавал хлеб крестьянам во время голода. В Авдотьине появилась специальная организация крестьянской взаимопомощи, Новиков помогал также и крестьянам окрестных деревень.
В 1980-е годы в окрестностях села Авдотьино снимали знаменитый фильм Марка Захарова «Формула любви». При просмотре картины можно заметить Тихвинскую церковь. Персонаж этого фильма, Алексей Федяшин, ныряет в речку Северку, что протекает через Авдотьино.

## Население
| 2002 | 2006 | 2010 |
| ---- | ---- | ---- |
| 71   | ↗94  | ↘75  |

### Известные люди
- Новиков, Николай Иванович
- Калабалин, Антон Семёнович (1939—2013) — российский педагог, продолжатель дела А. С. Макаренко.

## Достопримечательности
- Церковь Тихвинской Божией Матери (середина XVIII века).
- Крестьянские избы — памятник истории федерального значения.
- Остатки парка при усадьбе Новиковых.